# 2010年10月逝世人物列表
2010年逝世人物列表：1月 - 2月 - 3月 - 4月 - 5月 - 6月 - 7月 - 8月 - 9月 - 10月 - 11月 - 12月
2010年10月逝世人物列表，是用於匯總2010年10月期間逝世人物的列表。

## 依日期排序

### 1日
- 格奧爾基·阿爾巴托夫（Georgy Arbatov），87歲，俄羅斯政治學家。[1]
- Dezső Bundzsák，82歲，匈牙利足球運動員和教練。[2]
- 伊恩·巴克斯頓（Ian Buxton），72歲，英國足球運動員和板球運動員，自然原因。[3]
- 查理斯·卡魯阿納，77歲，直布羅陀直布羅陀羅馬天主教主教（1998-2010），跌倒併發症。[4]
- 鮑比·克雷格（Bobby Craig），75歲，蘇格蘭足球運動員。[5]
- Audouin Dollfus，85歲，法國天文學家。[6]
- 馬歇爾·弗勞姆（Marshall Flaum），85歲，美國艾美獎獲獎導演（雅克·庫斯托的海底世界），髖關節手術併發症。[7]
- Kilian Hennessy，103歲，軒尼詩幹邑公司的愛爾蘭族長。[8]
- 傑拉德·拉布達（Gerard Labuda），93歲，波蘭歷史學家。[9]
- 蜜雪兒·馬蒂厄（Michel Mathieu），66歲，法國外交官，癌症。[10]
- 大衛·奧爾德裡奇·納爾遜（David Aldrich Nelson），78歲，美國法學家，美國第六巡迴上訴法院法官。[11]
- 威廉·諾頓（William W. Norton），85歲，美國編劇（《鱷魚》《布蘭尼根》），心臟病發作。[12]
- 威廉·派翠克三世（William C. Patrick III），84歲，美國科學家，細菌、膀胱癌專家。[13]
- 帕梅拉·魯克斯（Pamela Rooks），印度電影導演和編劇。[14]
- 米哈伊爾·羅什欽（Mikhail Roshchin），77歲，俄羅斯劇作家。[15]
- 菲力浦斯·塔爾博特，95歲，美國外交官，駐希臘大使（1965-1969），亞洲協會主席（1970-1981）。[16]
- Lan Wright，87歲，英國科幻作家。[17]

### 2日
- David M. Bailey，44歲，美國創作歌手，膠質母細胞瘤。[18]
- 布倫達·考林（Brenda Cowling），85歲，英國女演員。[19]
- 莫裡斯·福斯特（Maurice Foster），77歲，加拿大政治家，阿爾戈馬議員（1968-1993），肺纖維化。[20]
- 羅伯特·古德諾（Robert Goodnough），92歲，美國抽象表現主義畫家，肺炎。[21]
- 斯蒂芬·格裡夫（Stephen Griew），82歲，加拿大老年學家。[22]
- Ruby Heafner，86歲，美國棒球運動員。[23]
- Art Jarvinen，54歲，美國作曲家、教師和音樂家（加州EAR部門）。[24]
- Kwa Geok Choo，89歲，新加坡律師，李光耀的妻子，李顯龍的母親。[25]
- Sam Lesser，95歲，英國記者。[26]
- 吉莉安·朗茲（Gillian Lowndes），74歲，英國陶藝家。[27]

### 3日
- 莫里·艾倫（Maury Allen），78歲，美國體育作家（《紐約郵報》），淋巴瘤。[28]
- 若昂·科斯塔，90歲，葡萄牙奧運擊劍運動員。[29]
- 菲利帕·富特（Philippa Foot），90歲，英國哲學家。[30]
- 路易士·勒拜利爵士，95歲，英國海軍上將，情報局局長。[31]
- 克勞德·勒福特（Claude Lefort），86歲，法國哲學家。[32]
- Ben Mondor，85歲，美國棒球主管（波塔基特紅襪隊）。[33]
- 埃迪·普拉特（Eddie Platt），88歲，美國薩克斯管演奏家。[34]
- 亞伯拉罕·薩米恩托（Abraham Sarmiento），88歲，菲律賓法學家，最高法院助理法官（1987-1991）。[35]
- 黛安·惠倫（Dianne Whalen），59歲，加拿大政治家，紐芬蘭和拉布拉多MHA，Conception Bay East和Bell Island（2003-2010），癌症。[36]
- 埃德·威爾遜（Ed Wilson），65歲，巴西創作歌手，Renato e Seus Blue Caps的創始人，癌症。[37]

### 4日
- 威廉·比倫鮑姆（William Birenbaum），87歲，美國教育家（安提阿學院），心力衰竭。[38]
- 莫裡斯·布魯姆菲爾德（Maurice Broomfield），94歲，英國攝影師。[39]
- 恩里克·德·文綺華，86歲，土生葡人作家。[40]
- 戈登·路易斯（Gordon Lewis），86歲，英國航空工程師。[41]
- Rajan Mehra，76歲，印度板球裁判。[42]
- 萊因哈德·厄姆（Reinhard Oehme），82歲，德國出生的美國粒子物理學家。[43]（屍體於此日發現）
- 彼得·沃爾（Peter Warr），72歲，英國賽車手和一級方程式車隊負責人（蓮花），心臟病發作。[44]
- 布萊恩·威廉姆斯（Brian Williams），54歲，英國奇幻插畫家[45]
- 諾曼·威斯蒂斯爵士，95歲，英國喜劇演員和演員，長期患病。[46]

### 5日
- 雅科夫·阿爾珀特（Yakov Alpert），99歲，蘇聯出生的美國物理學家。[47]
- 羅伊·阿克斯（Roy Axe），73歲，英國汽車設計師（Talbot Horizon，Rover 800），癌症。[48]
- 羅伊·沃德·貝克（Roy Ward Baker），93歲，英國電影導演（《難忘的夜晚》）。[49]
- 傑克·伯恩森（Jack Berntsen），69歲，挪威民謠歌手。[50]
- 斯坦·比塞特（Stan Bisset），98歲，澳大利亞橄欖球聯盟球員和二戰老兵。[51]
- Alba Bouwer，90歲，南非作家（南非荷蘭語兒童文學），自然原因。[52]
- 伯納德·克拉維爾（Bernard Clavel），87歲，法國作家，自然原因。[53]
- 瑪麗·萊昂娜·蓋奇（Mary Leona Gage），71歲，美國選美皇后，被剝奪了美國小姐（1957年）的頭銜，心力衰竭。[54]
- 卡雷爾·哈德曼（Karel Hardeman），96歲，荷蘭奧運賽艇運動員。[55]
- 約瑟芬·德里文斯基·亨辛格（Josephine Drivinski Hunsinger），95歲，美國政治家。密歇根州眾議院第一選區議員（1973-1976）。[56]
- 莫斯·基恩（Moss Keane），62歲，愛爾蘭橄欖球聯盟球員，腸癌。[57]
- Jānis Klovāns，75歲，拉脫維亞國際象棋大師。[58]
- 史蒂夫·李（Steve Lee），47歲，瑞士音樂家（聖哥達），摩托車事故。[59]
- 胡里奧·帕裡斯·洛羅（Julio Parise Loro），90歲，義大利羅馬天主教主教，納波代牧（1978-96）。[60]
- 凱倫·麥卡錫（Karen McCarthy），63歲，美國政治家，美國密蘇里州眾議員（1995-2005），阿爾茨海默病。[61]
- Børge Raahauge Nielsen，90歲，丹麥奧運銅牌得主（1948年）賽艇運動員。[62]
- 威廉·莎士比亞（William Shakespeare），61歲，澳大利亞華麗搖滾歌手，心臟病發作。[63]

### 6日
- 諾曼·克裡斯蒂（Norman Christie），85歲，蘇格蘭足球運動員兼經理（蒙特羅斯足球俱樂部）。[64]
- Jean Debuf，86歲，法國舉重運動員，奧運會銅牌得主（1956年）。[65]
- Don Goodsir，73歲，澳大利亞教育家、作家和環保主義者。[66]
- 艾弗·黑爾（Ivor Hale），88歲，英國板球運動員。[67]
- 裡斯·以撒（Rhys Isaac），72歲，澳大利亞歷史學家，癌症。[68]
- 安東尼·卡默林（Antonie Kamerling），44歲，荷蘭演員和歌手，自殺。[69]
- 拉爾夫·克切瓦爾（Ralph Kercheval），98歲，美式足球運動員。[70]
- Gran Naniwa，33歲，日本職業摔跤手，心肌阻塞。[71]
- 科萊特·雷納德（Colette Renard），85歲，法國歌手和演員，長期患病。[72]
- 亨利·薩默維爾（Henry Sommerville），82歲，澳大利亞奧運擊劍運動員。[73]
- Piet Wijn，81歲，荷蘭漫畫創作者。[74]

### 7日
- Ashab-ul-Haq，孟加拉國政治家。[75]
- Metring David，90歲，菲律賓女演員和喜劇演員。[76]
- 蓋爾·多爾金（Gail Dolgin），65歲，美國紀錄片製片人（來自峴港的女兒），乳腺癌。[77]
- 克裡斯汀·約翰森（Kristin Johannsen），52歲，美國作家、教育家和環保主義者。[78]
- Ljupčo Jordanovski，57歲，馬其頓地震學家和政治家，代理總統（2004年）。[79]
- 查克·里奧（Chuck Leo），76歲，美式橄欖球運動員（波士頓愛國者隊）。[80]
- 伊恩·莫裡斯（Ian Morris），53歲，紐西蘭音樂家（Th'Dudes）和唱片製作人。[81]
- 米爾卡·普蘭因克，85歲，南斯拉夫政治家，總理（1982-1986）。[82]
- 蓋伊·魯洛（Guy Rouleau），87歲，加拿大政治家。[83]
- A. Venkatachalam，55歲，印度政治家，被刺傷。[84]

### 8日
- Frank Bourgholtzer，90歲，美國電視記者，第一位全職NBC新聞白宮記者。[85]
- S. S. Chandran，69歲，印度喜劇演員和政治家，Rajya Sabha成員（2001-2007），心臟病發作。[86]
- 吉姆·福克斯（Jim Fuchs），82歲，美國鉛球運動員，奧運會銅牌得主（1948年，1952年）。[87]
- 尼爾斯·哈爾伯格（Nils Hallberg），89歲，瑞典演員。[88]
- 約翰·胡赫拉（John Huchra），61歲，美國天文學家，心臟病發作。[89]
- Ryō Ikebe，92歲，日本演員（Gorath），血液中毒。[90]
- Reg King，65歲，英國歌手（The Action），癌症。[91]
- 辛巴拉·馬基（Simbara Maki），71歲，象牙海岸奧運跨欄運動員。[92]
- 瑪律科姆·門瑟·馬丁（Malcolm Mencer Martin），89歲，奧地利裔英國兒科內分泌學家，被車撞后受傷。[93]
- 蘇·邁爾斯（Sue Miles），66歲，英國反文化活動家和餐館老闆。[94]
- David F. Musto，74歲，美國藥物管制專家，心臟病發作。[95]
- 73歲的愛爾蘭外科醫生莫裡斯·內利根（Maurice Neligan）進行了愛爾蘭第一例心臟移植手術。[96]
- 琳達·諾格羅夫（Linda Norgrove），36歲，英國援助人員和人質，在救援嘗試中喪生。[97]
- 穆罕默德·奧瑪律（Mohammad Omar），阿富汗政治家，昆都士省省長，炸彈爆炸。[98]
- Pleasant Tap，23歲，美國純種賽馬，因蹄葉炎被安樂死。[99]
- 梅爾文·萊恩·鮑爾斯（Melvin Lane Powers），68歲，美國房地產開發商，因謀殺叔叔而被判無罪。[100]
- 卡爾·普蘭特爾（Karl Prantl），86歲，奧地利雕塑家，中風。[101]
- 尼爾·理查森（Neil Richardson），80歲，英國作曲家、編曲家和指揮家。[102]
- 戴爾·羅伯茨（Dale Roberts），70歲，美國棒球運動員（紐約洋基隊）。[103]
- 阿爾貝蒂娜·沃克（Albertina Walker），81歲，美國福音音樂歌手（The Caravans），呼吸衰竭。[104]

### 9日
- 莫裡斯·阿萊，99歲，法國經濟學家，諾貝爾經濟學獎獲得者（1988年）。[105]
- Mashallah Amin Sorour，79歲，伊朗自行車手。[106]
- Edmund Chong Ket Wah，54歲，馬來西亞政治家，國會議員（自2004年起），摩托車事故。[107]
- 萊斯·費爾，89歲，英格蘭足球運動員（查爾頓競技，水晶宮）。[108]
- 亞歷山大·馬特維耶夫（Aleksandr Matveyev），84歲，俄羅斯語言學家，俄羅斯科學院通訊院士，自然原因。[109]
- 伊賽亞·拉西拉（Isaia Rasila），42歲，斐濟橄欖球運動員。[110]
- Zecharia Sitchin，90歲，亞塞拜然出生的美國作家。[111]

### 10日
- Louis F. Bantle，81歲，美國煙草公司董事長，肺癌和肺氣腫。[112]
- 萊因霍爾德·布林克曼（Reinhold Brinkmann），76歲，德國音樂學家。[113]
- 所羅門·伯克（Solomon Burke），70歲，美國R&B創作歌手（“每個人都需要有人去愛”），自然原因。[114]
- Ger Feeney，愛爾蘭蓋爾足球運動員。[115]
- Les Gibbard，64歲，紐西蘭出生的英國政治漫畫家，在例行手術中。[116]
- 約翰·格雷斯馬克（John Graysmark），75歲，英國製片設計師和藝術總監（《拉格泰姆》、《迷霧中的大猩猩》、《閃電俠戈登》）。[117]
- 黃章業，87歲，朝鮮政治家和脫北者，明顯心臟病發作。[118]
- 埃裡克·喬伊塞爾（Éric Joisel），53歲，法國濕折折紙藝術家，肺癌。[119]
- 理查·里昂-達爾伯格-阿克頓，第四代阿克頓男爵，69歲，英國政治家。[120]
- 大衛·麥克納尼（David H. McNerney），79歲，美國士兵和榮譽勳章獲得者，肺癌。[121]
- 阿丹·馬丁·梅尼斯，66歲，西班牙政治家，加那利群島總統（2003-2007）。[122]
- 雷克斯·拉班耶（Rex Rabanye），66歲，爵士樂，融合和深情的流行音樂家。[123]
- 弗朗茨·澤維爾·施瓦岑伯克（Franz Xaver Schwarzenböck），87歲，德國羅馬天主教慕尼克和弗賴辛輔理主教（1972-1998）。[124]
- 索利·謝爾曼（Solly Sherman），93歲，美式橄欖球運動員（芝加哥熊隊）。[125]
- A. Edison Stairs，85歲，加拿大商人和政治家，新不倫瑞克省MLA（1960-1978）和財政部長（1974-1976），自然原因。[126]
- 沃爾特·斯塔利（Walter Staley），77歲，美國奧運銅牌得主（1952年）馬術。[127]
- 艾莉森·斯蒂芬斯（Alison Stephens），40歲，英國古典曼陀林演奏家，宮頸癌。[128]
- 瓊·薩瑟蘭夫人（Dame Joan Sutherland），83歲，澳大利亞戲劇彩色女高音。[129]
- 理查·范·瓦格納（Richard S. Van Wagoner），64歲，美國摩門教和猶他州歷史學家。[130]
- 弗蘭克·韋爾皮拉特（Frank Verpillat），63歲，法國導演和發明家。[131]

### 11日
- 托米斯拉夫·弗蘭伊科維奇，79歲，克羅埃西亞奧運會銀牌得主（1956年）水球運動員。[132]
- 比爾·哈沙，89歲，美國政治家，美國俄亥俄州眾議員（1961-1981）。[133]
- 珍妮特·麥克拉克蘭（Janet MacLachlan），77歲，美國女演員（Archie Bunker's Place，Sounder），心血管併發症。[134]
- 理查·莫爾菲爾德（Richard Morefield），81歲，美國大使館工作人員，在伊朗人質危機期間被扣為人質。[135]
- 瑪麗安·奧帕拉（Marian P. Opala），89歲，美國法學家，奧克拉荷馬州最高法院大法官（1978-2010），中風。[136]
- 克雷爾·雷納（Claire Rayner），79歲，英國作家。[137]
- 喬治·魯塔甘達（Georges Rutaganda），51歲，盧安達胡圖族准軍事領導人，長期患病後被定罪為戰犯。[138]
- 羅伯特·鐵獅門（Robert Tishman），94歲，美國房地產開發商（鐵獅門）。[139]
- 唐納德·塔克（Donald H. Tuck），87歲，澳大利亞科幻小說書目學家。[140]
- 伊恩·特納（Ian Turner），85歲，美國奧運賽艇金牌得主（1948年）。[141]

### 12日
- 阿布·哈斯納特·阿卜杜勒·海（Abul Hasnat Md. Abdul Hai），孟加拉國政治家。[142]
- 曼努埃爾·亞歷山大（Manuel Alexandre），92歲，西班牙演員，癌症。[143]
- 豪爾赫·阿迪拉·塞拉諾（Jorge Ardila Serrano），85歲，哥倫比亞羅馬天主教主教，吉拉爾多主教（1988-2001）。[144]
- 奧斯丁·阿迪爾（Austin Ardill），93歲，英國政治家，卡里克北愛爾蘭議會議員。[145]
- 挑戰者，51歲，孟加拉國演員。[146]
- 邁克爾·加洛韋（Michael Galloway），85歲，美國演員。[147]
- 蜜雪兒·雨果（Michel Hugo），79歲，法國出生的美國電影攝影師（《王朝》《梅爾羅斯廣場》《碟中諜》），肺癌。[148]
- Angelo Infanti，71歲，義大利演員，心臟驟停。[149]
- 萊昂內爾·麥肯齊（Lionel W. McKenzie），91歲，美國經濟學家。[150]
- 迪克·邁爾斯（Dick Miles），85歲，美國乒乓球運動員，自然原因。[151]
- Woody Peoples，67歲，美式橄欖球運動員（三藩市49人隊，費城老鷹隊）。[152]
- 佩平，78歲，西班牙足球運動員。[153]
- 貝爾瓦·普萊恩（Belva Plain），95歲，美國小說家（常青樹）。[154]

### 13日
- 胡安·卡洛斯·阿特切，53歲，西班牙足球運動員，癌症。[155]
- 埃迪·貝利（Eddie Baily），85歲，英格蘭足球運動員（托特納姆熱刺隊）。[156]
- 詹森將軍，69歲，美國音樂家和唱片製作人（董事會主席），肺癌併發症。[157]
- 弗農·比弗（Vernon Biever），87歲，美國攝影師。[158]
- Khoisan X，55歲，南非政治活動家，中風。[159]
- 瑪麗·瑪律科姆（Mary Malcolm），92歲，英國BBC播音員和電視名人。[160]
- Marzieh，86歲，伊朗歌手，癌症。[161]
- 索爾·斯坦梅茨（Sol Steinmetz），80歲，匈牙利出生的美國詞典編纂家和語言學家，肺炎。[162]

### 14日
- 瑪律科姆·阿利森（Malcolm Allison），83歲，英格蘭足球運動員（西漢姆聯隊）和經理（曼城，水晶宮），長期患病。[163]
- Glenn J. Ames，55歲，美國歷史學家，癌症。[164]
- Carla Del Poggio，84歲，義大利女演員。[165]
- 路易士·亨金（Louis Henkin），92歲，美國國際人權法專家和學者（哥倫比亞大學法學院）。[166]
- Alain Le Bussy，63歲，比利時科幻作家，喉嚨手術后併發症。[167]
- 西蒙·麥科金代爾（Simon MacCorkindale），58歲，英國演員（《獵鷹之冠》《尼羅河上的死神》《動物》《傷亡》），腸癌。[134][168]
- Benoît Mandelbrot，85歲，波蘭出生的美國數學家，分形研究的先驅，胰腺癌。[169]
- 康斯坦斯·裡德（Constance Reid），92歲，美國數學作家和傳記作家。[170]
- 赫爾曼·謝爾（Hermann Scheer），66歲，德國政治家，聯邦議院議員（1980-2010年）和“正確生計獎”獲得者（1999年）。[171]
- 拉裡·齊格弗裡德（Larry Siegfried），71歲，美國籃球運動員（波士頓塞爾特人隊），心臟病發作。[172]

### 15日
- 吉姆·杜格爾（Jim Dougal），65歲，北愛爾蘭記者（BBC新聞，RTÉ，UTV）。 [173]
- 米爾德里德·費·傑斐遜（Mildred Fay Jefferson），84歲，美國反墮胎活動家，第一位從哈佛醫學院畢業的黑人女性。[174]
- N·保羅·肯沃西（N. Paul Kenworthy），85歲，美國電影攝影師（《活著的沙漠》、《消失的草原》），甲狀腺癌。[175]
- 喬治·馬蒂（Georges Mathé），88歲，法國腫瘤學家和免疫學家，骨髓移植先驅。[176]
- 薇拉·羅薩（Vera Rózsa），93歲，匈牙利聲樂老師。[177]
- 約翰尼·謝菲爾德（Johnny Sheffield），79歲，美國演員（《人猿泰山找到兒子》（Tarzan Found a Son！）、《邦巴》（Bomba）、《叢林男孩》（Jungle Boy）、《克努特·羅克恩》（Knute Rockne All American）），心臟病發作。[178]

### 16日
- 芭芭拉·比林斯利（Barbara Billingsley），94歲，美國女演員，多肌痛（《留給海狸》、《飛機》、《布偶嬰兒》）。[179]
- 阿爾弗雷多·比尼（Alfredo Bini），83歲，義大利電影製片人。[180]
- 傑克·巴特菲爾德（Jack Butterfield），91歲，加拿大出生的美國體育管理員，美國冰球聯盟主席（1969-1994）。[181]
- Chio-Li Chi，83歲，華裔美國演員（Falcon Crest）。[182]
- 揚尼斯·達利安尼迪斯（Giannis Dalianidis），86歲，希臘電影導演和編劇（Oi Thalassies oi Hadres，O katergaris），多器官功能障礙綜合征。[183]
- Eyedea，28歲，美國說唱歌手和音樂家（Eyedea&Abilities）。[184]
- 弗里德里希·卡茨（Friedrich Katz），83歲，奧地利人類學家和歷史學家，癌症。[185]
- 馬蘇德·海珊·汗（Masud Husain Khan），91歲，印度語言學家。[186]
- 揚尼斯·拉達斯（Ioannis Ladas），90歲，希臘軍官，1967-1974年軍政府成員。[187]
- 貝蒂·墨菲（Betty S. Murphy），77歲，美國律師，第一位擔任國家勞工關係委員會主席的女性，肺炎。[188]
- 阿爾多·瑪麗亞·拉扎林·斯特拉（Aldo Maria Lazzarín Stella），83歲，義大利出生的智利羅馬天主教主教，艾森宗座代牧（1989-1998）。[189]
- 瓦爾米·湯瑪斯（Valmy Thomas），81歲，波多黎各棒球運動員。[190]
- Leigh Van Valen，75歲，美國進化生物學家（紅皇后假說），呼吸道感染。[191]

### 17日
- 奧斯蒙德·阿佩蘭（Åsmund Apeland），80歲，挪威政治家。[192]
- 傑克·鄧拉普（Jake Dunlap），85歲，加拿大足球運動員（渥太華粗獷騎士隊），癌症。[193]
- 約翰·貝爾德·芬利，81歲，加拿大政治家，牛津大學議員（1993-2004）。[194]
- Emmanuel Lê Phong Thuân，79歲，越南羅馬天主教主教，Cân Tho主教（自1990年起）。[195]
- 喬·利斯（Joe Lis），64歲，美國棒球運動員，前列腺癌。[196]
- 弗雷迪·舒曼（Freddy Schuman），85歲，美國棒球迷（紐約洋基隊），心臟病發作。[197]
- 邁克爾·塔博爾（Michael Tabor），63歲，美國黑豹黨成員，中風併發症。[198]
- 鄧尼斯·泰勒（Dennis Taylor），56歲，美國薩克斯管演奏家，心臟病發作。[199]

### 18日
- 呂克·阿格巴拉，63歲，多哥足球運動員和裁判。[200]
- Marion Brown，79歲，美國爵士薩克斯管演奏家。[201]
- 康蘇埃洛·克雷斯皮（Consuelo Crespi），82歲，美國出生的義大利伯爵夫人，時裝模特和編輯，中風。[202]
- 大衛·豐塔納（David Fontana），75歲，英國心理學家和超心理學家，胰腺癌。[203]
- 瑪格麗特·格溫弗（Margaret Gwenver），84歲，美國女演員（指路明燈）。[204]
- Hans Hägele，70歲，德國足球運動員，從橋上跳下自殺。[205]
- 梅爾·霍普金斯，75歲，威爾士足球運動員（托特納姆熱刺，布萊頓和霍夫阿爾比恩）。[206]
- Yertward Mazamanian，85歲，美國嬉皮士。[207]
- 彭沖，95歲，中國政治家，前全國委員會委員。[208]
- 比利·雷蒙迪（Billy Raimondi），97歲，美國棒球運動員[209]
- 道格·威爾遜（Doug Wilson），90歲，英國奧運運動員。[210]
- Ken Wriedt，83歲，澳大利亞政治家，塔斯馬尼亞州參議員（1967-1980），塔斯馬尼亞反對黨領袖（1982-1986）。[211]

### 19日
- 湯姆·博斯利（Tom Bosley），83歲，美國演員（《快樂的日子》《道林神父之謎》），心力衰竭。[212]
- 克雷格·查倫（Craig Charron），42歲，美國冰球運動員，胃癌。[213]
- 格雷厄姆·克勞登（Graham Crowden），87歲，蘇格蘭演員（如果......，一種非常奇特的做法，等待上帝）。[214]
- 安德列·馬埃（André Mahé），90歲，法國公路自行車賽車手。[215]
- 保羅·史蒂文·米勒（Paul Steven Miller），49歲，美國殘疾人權利領袖，癌症。[216]
- 約翰·沃特洛（John Waterlow），94歲，英國生理學家。[217]

### 20日
- 讓·阿斯法爾，92歲，埃及奧運擊劍運動員。[218]
- 弗朗西斯科·巴蒂斯特拉（Francisco Batistela），79歲，巴西羅馬天主教主教，Bom Jesus da Lapa主教（1990-2009）。[219]
- 奧蒂·克拉克，95歲，美國棒球運動員（波士頓紅襪隊）。[220]
- W·卡里·愛德華茲，66歲，美國政治家，新澤西州議員（1978-1982）和司法部長（1986-1989），癌症。[221]
- 赫伯特·恩德頓（Herbert Enderton），74歲，美國數學家和邏輯學家，白血病。[222]
- 馬里亞諾·費雷拉，23歲，阿根廷左翼激進分子，被槍殺。[223]
- Bob Guccione，79歲，美國攝影師，Penthouse創始人，肺癌。[224]
- 伊娃·伊博森（Eva Ibbotson），85歲，奧地利出生的英國小說家（《河海之旅》、《13號月臺的秘密》）。[225]
- 科爾曼·雅各比（Coleman Jacoby），95歲，美國電視喜劇作家，胰腺癌。[226]
- D. Geraint James，88歲，威爾士醫生。[227]
- 比爾·詹寧斯（Bill Jennings），85歲，美國棒球運動員（聖路易斯布朗隊）。[228]
- 羅伯特·卡茨（Robert Katz），77歲，美國作家，癌症手術併發症。[229]
- 馬克斯·科恩施塔姆（Max Kohnstamm），96歲，荷蘭歷史學家和外交官。[230]
- 法魯克·萊加里，70歲，巴基斯坦政治家，總統（1993-1997），心臟併發症。[231]
- 喬治·馬利特爵士，87歲，聖盧西亞政治家，總督（1996-1997），癌症。[232]
- 愛德華·諾瓦克，63歲，捷克冰球運動員，奧運會銀牌（1976年）和銅牌得主（1972年）。[233]
- 珍妮·奧羅佩薩（Jenny Oropeza），53歲，美國政治家，加利福尼亞州女議員（2000-2006年）和州參議員（自2006年起），長期患病。[234]
- 羅伯特·佩恩特（Robert Paynter），82歲，英國電影攝影師（《交易場所》、《倫敦的美國狼人》、《邁克爾·傑克遜的驚悚片》）。[235]
- 哈威·菲力浦斯（Harvey Phillips），80歲，美國大號演奏家，帕金森病。[236]
- 吉伯特·普蘭特（Gilbert Planté），69歲，法國奧運足球運動員。[237]
- 朱利安·羅伯茨（Julian Roberts），80歲，英國圖書館員。[238]
- 托尼·羅伊格（Tony Roig），81歲，美國棒球運動員（費城費城人隊，華盛頓參議員隊），長期患病。[239]
- Parthasarathy Sharma，62歲，印度板球運動員（1974-1977），癌症。[240]
- 季洪·斯捷潘諾夫，47歲，俄羅斯東正教主教，阿爾漢格爾斯克和霍爾莫戈里主教（自1996年起），心臟病發作。[241]
- Ari Up，48歲，德國出生的英國朋克音樂家（The Slits），癌症。[242]
- 溫德爾·伍德伯里（Wendall Woodbury），68歲，美國電視記者和主持人（WGAL-TV），淋巴瘤。[243]

### 21日
- 安東尼奧·阿拉托雷（Antonio Alatorre），88歲，墨西哥語言學家。[244]
- 穆斯塔法·阿納內（Mustapha Anane），60歲，阿爾及利亞足球運動員，長期患病。[245]
- A. Ayyappan，61歲，印度詩人。[246]
- 何塞·卡巴哈爾（José Carbajal），66歲，烏拉圭歌手、吉他手和作曲家（Los Olimareños），心臟驟停。[247]
- 萊斯利·弗羅加特爵士，90歲，英國出生的澳大利亞企業高管，殼牌澳大利亞首席執行官（1969-1980），帕金森病併發症。[248]
- 謝爾·蘭德馬克（Kjell Landmark），80歲，挪威詩人和政治家，癌症。[249]
- 詹姆斯·F·尼爾（James F. Neal），81歲，美國法學家，起訴水門事件人物，癌症。[250]
- 霍華德·哈裡·羅森布羅克（Howard Harry Rosenbrock），89歲，英國電氣工程師和科學家。[251]
- 洛基·施密特（Loki Schmidt），91歲，德國環保主義者，赫爾穆特·施密特（Helmut Schmidt）的妻子，跌倒後患病，腳部骨折併發症。[252]
- 娜塔莎·斯潘德（Natasha Spender），91歲，英國音樂家和作家，斯蒂芬·斯潘德（Stephen Spender）的遺孀。[253]

### 22日
- 亞歷克斯·安德森（Alex Anderson），90歲，美國漫畫家，為《洛基和布溫克爾秀》和《十字軍兔》創作了角色。[254]
- 唐納德·安德魯斯（Donald A. Andrews），69歲，加拿大懲教心理學家和犯罪學家。[255]
- 魯內·布洛姆奎斯特（Rune Blomqvist），85歲，瑞典奧運短距離皮划艇運動員。[256]
- Arthur M. Brazier，89歲，美國牧師和民權活動家。[257]
- 阿裡·丘馬塞羅，92歲，墨西哥作家和詩人，肺炎。[258]
- 比爾·亨德森（Bill Henderson），86歲，北愛爾蘭政治家和報社老闆。[259]
- 海倫·亨利（Helen Hunley），90歲，加拿大政治家，阿爾伯塔省副省長（1985-1991）。[260]
- 安妮·麥克唐納（Anne McDonald），49歲，澳大利亞殘疾人權利活動家，心臟病發作。[261]
- 弗朗茨·拉希德（Franz Raschid），56歲，德國足球運動員，胰腺癌。[262]
- 阪田榮夫，90歲，日本職業圍棋選手，主動脈瘤。[263]
- 鄧尼斯·辛普森（Denis Simpson），59歲，加拿大演員（Polka Dot Door）和歌手，腦出血。[264]
- 謝爾·斯托莫恩（Kjell Stormoen），89歲，挪威演員和戲劇導演。[265]
- René Villiger，79歲，瑞士畫家，癌症。[266]

### 23日
- 拉爾夫·貝爾納普·鮑德溫（Ralph Belknap Baldwin），98歲，美國行星科學家。[267]
- 文斯·巴諾尼斯（Vince Banonis），89歲，美式橄欖球運動員（芝加哥紅雀隊，底特律雄獅隊）。[268]
- 伊奧爾·博克（Ior Bock），68歲，芬蘭演員和導遊，被刺傷。[269]
- 喬治·凱恩（George Cain），66歲，美國作家，腎衰竭。[270]
- Fran Crippen，26歲，美國游泳運動員，心臟病發作。[271]
- Leo Cullum，68歲，美國漫畫家（《紐約客》），癌症。[272]
- 羅伯特·菲茨派翠克（Robert Fitzpatrick），73歲，美國經理和演員，肺病。[273]
- S. Neil Fujita，89歲，美國平面設計師，中風併發症。[274]
- 巴伐利亞的伊明加德公主，87歲，德國貴族。[275]
- 唐納德·萊弗特，59歲，美國科幻演員。[276]
- Chhewang Nima，43歲，尼泊爾登山家和嚮導，雪崩。[277]
- 邁克爾·波特（Michael Porter），59歲，美國摔跤播音員。[278]
- 斯坦利·丹吉爾（Stanley Tanger），87歲，美國商人，丹吉爾工廠直銷中心（Tanger Factory Outlet Centers）的創始人。[279]
- 大衛·湯普森（David Thompson），48歲，英國出生的巴巴多斯政治家，總理（自2008年起），胰腺癌。[280]
- 湯姆·溫斯洛（Tom Winslow），69歲，美國民謠音樂家，中風併發症。[281]

### 24日
- 拉爾夫·安德森（Ralph Anderson），86歲，美國建築師，腎癌。[282]
- 萊斯·安東尼（Les Anthony），88歲，威爾士橄欖球聯盟球員。[283]
- 鮑勃·考特尼（Bob Courtney），87歲，英國出生的南非廣播員和演員。[284]
- 邁克·埃斯波西托，83歲，美國漫畫家（蜘蛛俠、閃電俠、神奇女俠）。[285]
- Georges Frêche，72歲，法國政治家，心臟驟停。[286]
- Fritz Grösche，69歲，德國足球運動員和教練，癌症。[287]
- 琳達·哈格羅夫（Linda Hargrove），61歲，美國創作歌手。[288]
- 安迪·霍姆斯（Andy Holmes），51歲，英國奧運金牌（1984年，1988年）和銅牌（1988年）賽艇運動員，鉤端螺旋體病。[289]
- Franciszek Jarecki，79歲，波蘭出生的美國噴氣式飛機飛行員和叛逃者。[290]
- 拉蒙特·詹森（Lamont Johnson），88歲，美國演員和電視導演（《暮光之城》《二等兵斯洛維克的處決》），心力衰竭。[291]
- 亞歷克斯·奧克利（Alex Oakley），84歲，加拿大奧運競走運動員。[292]
- 潘金瑜，96歲，台灣最後一位說帕澤語的人。[293]
- 伊格納西奧·拉米雷斯·德·哈羅，第 15 代博爾諾斯伯爵，92 歲，西班牙貴族，第 15 任博爾諾斯伯爵，西班牙大公，軍團菌。[294]
- 伯頓·羅伯茨（Burton B. Roberts），88歲，美國法官，紐約最高法院大法官（1973-1998），呼吸衰竭。[295]
- 威利·盧瑟福（Willie Rutherford），65歲，澳大利亞足球運動員。[296]
- 西爾維亞·斯利（Sylvia Sleigh），94歲，美國畫家，中風併發症。[297]
- 傑克·斯塔克普爾（Jack Stackpoole），93歲，澳大利亞板球運動員。[298]
- 大衛·斯塔爾（David Stahl），60歲，美國指揮家，淋巴瘤。[299]
- 約瑟夫·斯坦因（Joseph Stein），98歲，美國劇作家（《屋頂上的小提琴手》《佐爾巴》）。[300]

### 25日
- 漢斯·阿諾德（Hans Arnold），85歲，出生於瑞士的瑞典藝術家。[301]
- 桑尼·阿特斯（Sonny Ates），75歲，美國賽車手。[302]
- 麗莎·布朗特（Lisa Blount），53歲，美國女演員（《軍官與紳士》）和電影製片人（《會計師》）。[303]
- 索尼婭·伯吉斯（Sonia Burgess），63歲，英國移民律師。[304]
- 傑夫·卡特（Jeff Carter），82歲，澳大利亞攝影師和作家。[305]
- 瓦倫蒂娜·加加諾娃（Valentina Gaganova），78歲，俄羅斯紡織工人和政治家。[306]
- 理查·吉爾（Richard T. Gill），82歲，美國歌劇演員，心力衰竭。[307]
- 道格拉斯·胡珀（Douglas Hooper），83歲，英國心理治療師，交通事故。[308]
- 格雷戈里·艾薩克斯（Gregory Isaacs），59歲，牙買加雷鬼歌手，肺癌。[309]
- 安德列亞斯·毛雷爾，91歲，奧地利政治家，下奧地利州議員（1966-1981）。[310]
- 維斯納·帕倫（Vesna Parun），88歲，克羅埃西亞作家。[311]
- 艾達·波拉克（Ada Polak），96歲，挪威藝術史學家。[312]
- 魯迪·魯弗（Rudy Rufer），84歲，美國棒球運動員（紐約巨人隊）。[313]
- 羅伊·斯金納（Roy Skinner），80歲，美國大學籃球教練（范德比爾特），呼吸衰竭。[314]

### 26日
- 雅羅斯拉瓦·科瑪律科娃（Jaroslava Komárková），83歲，捷克奧運運動員。[315]
- 葛籣·利特爾（Glen Little），84歲，美國馬戲團表演者（“小醜弗羅斯特”）。[316]
- Mbah Maridjan，83歲，默拉皮山的印尼精神守護者（1982-2010），來自默拉皮火山的火山碎屑流。[317]
- 里卡多·蒙特茲（Ricardo Montez），87歲，直布羅陀角色演員。[318]
- 章魚保羅，2歲，英國出生的世界盃甲骨文章魚（德國奧伯豪森海洋生物中心），自然原因。[319]
- 詹姆斯·菲爾普斯（James Phelps），78歲，美國福音和R&B歌手，糖尿病併發症。[320]
- 安娜·瑪麗亞·羅梅羅·德·坎佩羅，67歲，玻利維亞記者和政治家，玻利維亞參議院議長（2010年），結直腸癌。[321]
- Romeu Tuma，79歲，巴西政治家，參議員（1995-2010），多器官功能障礙綜合征。[322]
- 雷·沃森（Ray Watson），87歲，澳大利亞法官。[323]

### 27日
- 瑪麗·艾瑪·艾莉森（Mary Emma Allison），93歲，聯合國兒童基金會“不給糖就搗蛋”（Trick-or-Treat）的美國聯合創始人。[324]
- 鄧尼斯·博里諾-奎因（Denise Borino-Quinn），46歲，美國女演員（《黑道家族》），肝癌。[325]
- 吉恩·福吉（Gene Fodge），79歲，美國棒球運動員（芝加哥小熊隊）。[326]
- 威廉·格裡菲斯（William Griffiths），88歲，英國奧運銀牌得主（1948年）曲棍球運動員。[327]
- 克裡斯·古爾克（Chris Gulker），59歲，美國攝影師、程式師和作家，腦癌患者。[328]
- 內斯托爾·基什內爾，60歲，阿根廷政治家，總統（2003-2007年），第一紳士（自2007年起），UNASUR秘書長（2010年），心臟病發作。[329]
- 保羅·科爾頓（Paul Kolton），87歲，美國證券交易所主席（1972-1977），淋巴瘤。[330]
- 路易吉·馬卡盧索（Luigi Macaluso），62歲，義大利商人，Sowind集團總裁兼董事長，心臟病發作。[331]
- 歐文·彼克特（Owen B. Pickett），80歲，美國政治家，美國弗吉尼亞州眾議員（1987-2001）。[332]
- 薩克爾·本·穆罕默德·卡西米，92歲，阿聯酋哈伊馬角統治者（自1948年起）。[333]
- 霍爾·湯普森（Hall W. Thompson），87歲，美國一家鄉村俱樂部的開發商，該俱樂部不接納黑人會員。[334]
- 詹姆斯·沃爾（James Wall），92歲，美國演員（袋鼠船長）和舞台經理，在短暫生病後。[335]

### 28日
- 伊莎貝拉·阿博特（Isabella Abbott），91歲，美國民族植物學家，第一位獲得科學博士學位的夏威夷原住民。[336]
- 易卜拉欣·艾哈邁德·阿卜杜勒·薩塔爾·穆罕默德，54歲，伊拉克將軍，武裝部隊參謀長（1999-2003），癌症。[337]
- 哈裡·鮑德溫（Harry Baldwin），90歲，英國足球運動員。[338]
- Jack Brokensha，84歲，澳大利亞爵士音樂家、作曲家和編曲家。[339]
- 赫蘇斯·馬特奧·卡爾德隆·巴魯埃托，90歲，秘魯羅馬天主教主教，普諾主教（1972-1998）。[340]
- 羅伯特·迪基（Robert Dickie），46歲，英國拳擊冠軍，心臟病發作。[341]
- 羅伯特·艾倫斯坦（Robert Ellenstein），87歲，美國角色演員。[342]
- Erling Fløtten，72歲，挪威政治家。[343]
- Watts Humphrey，83歲，美國軟體工程師。[344]
- 傑拉德·凱利（Gerard Kelly），51歲，英國演員（《城市之光》），腦動脈瘤。[345]
- 梁從傑，78歲，中國環保人士（自然之友），肺部感染。[346]
- 詹姆斯·麥克亞瑟（James MacArthur），72歲，美國演員（夏威夷五人組，瑞士家庭羅賓遜），自然原因。[347]
- 喬納森·莫茨費爾特（Jonathan Motzfeldt），72歲，格陵蘭政治家，總理（1979-1991;1997-2002），腦出血。[348]
- 帕迪·穆林斯（Paddy Mullins），91歲，愛爾蘭賽馬訓練師。[349]
- 莫裡斯·墨菲（Maurice Murphy），75歲，英國音樂家（倫敦交響樂團）。[350]
- 76歲的以色列考古學家埃胡德·內策爾（Ehud Netzer）發現了希律大帝的墳墓，他因跌倒而受傷。[351]
- 沃爾特·佩頓（Walter Payton），68歲，美國爵士貝斯手和女高音演奏家，中風併發症。[352]
- 安娜·普列托·桑多瓦爾（Anna Prieto Sandoval），76歲，美國部落首領（Kumeyaay Nation的Sycuan樂隊），美洲原住民遊戲企業先驅，糖尿病。[353]
- 讓·施密特（Jean Schmit），79歲，盧森堡奧運自行車運動員。[354]
- 約翰·塞庫拉（John Sekula），41歲，美國吉他手（蘑菇頭）。[355]

### 29日
- 格哈德·拜爾（Gerhard Beyer），69歲，德國奧運射擊運動員。[356]
- 馬塞利諾·卡馬喬（Marcelino Camacho），92歲，西班牙工會會員。[357]
- 羅尼·克萊頓（Ronnie Clayton），76歲，英格蘭足球運動員（布萊克本流浪者）。[358]
- 83歲的英國攝影師兼編輯傑弗里·克勞利（Geoffrey Crawley）揭穿了科廷利仙女之謎。[359]
- 斯特凡·弗洛雷斯庫（Stefan Florescu），83歲，美國殘奧會游泳運動員和乒乓球運動員。[360]
- 默文·海斯曼（Mervyn Haisman），82歲，英國作家（神秘博士）。[361]
- George Hickenlooper，47歲，美國紀錄片製片人，意外吸毒過量。[362]
- Yisrael Katz，82歲，以色列公務員和政府部長。[363]
- 安東尼奧·馬里斯卡爾（Antonio Mariscal），95歲，墨西哥奧運跳水運動員。[364]
- Bärbel Mohr，46歲，德國作家。[365]
- 伯納德·德·諾南庫爾（Bernard de Nonancourt），90歲，法國商人，法國抵抗運動成員，Laurent-Perrier的所有者。[366]
- Karlo Sakandelidze，82歲，喬治亞演員。[367]
- Takeshi Shudo，61歲，日本作家，神奇寶貝的創造者，蛛網膜下腔出血。[368]

### 30日
- 蘭德爾·戴爾·亞當斯（Randall Dale Adams），61歲，美國反死刑活動家，腦瘤。[369]
- 道格拉斯·阿金特（Douglas Argent），89歲，英國電視製片人兼導演（Fawlty Towers）。[370]
- 弗拉基米爾·阿爾謝尼耶夫（Vladimir Arsenyev），62歲，俄羅斯非洲人，民族志學家和展覽策展人。[371]
- 約翰·本森（John Benson），67歲，蘇格蘭足球運動員和經理，在短暫生病後。[372]
- 羅馬諾·博納古拉，80歲，義大利雪橇運動員，奧運會銀牌得主（1964年）。[373]
- 萊奧波爾多·阿爾弗雷多·布拉沃（Leopoldo Alfredo Bravo），50歲，阿根廷外交官，駐俄羅斯大使，癌症。[374]
- 愛德華·卡彭蒂埃（Édouard Carpentier），84歲，法國出生的加拿大職業摔跤手。[375]
- 伊娜·克萊爾（Ina Clare），77歲，英國女演員（EastEnders）。[376]
- 梅塔·埃爾斯特-諾依曼，91歲，美國體操運動員，奧運會銅牌得主（1948年），癌症。[377]
- 亞瑟·伯納德·路易斯（Arthur Bernard Lewis），84歲，美國電視製片人和作家（達拉斯），肺炎併發症。[378]
- 阿納尼亞斯·邁達納（Ananías Maidana），87歲，巴拉圭教師和政治家，前列腺癌。[379]
- Harry Mulisch，83歲，荷蘭作家（《突擊》《天堂的發現》），癌症。[380]
- Nachi Nozawa，72歲，日本配音演員，肺癌。[381]
- 克萊德·薩默斯（Clyde Summers），91歲，美國學者，中風併發症。[382]
- 馬特烏斯·費利西亞諾·奧古斯托·湯瑪斯，52歲，安哥拉羅馬天主教主教，納米貝主教（自2009年起）。[383]
- 霍華德·范·海寧（Howard Van Hyning），74歲，美國打擊樂手（紐約市歌劇院），心肌梗塞。[384]

### 31日
- Michel d'Aillières，86歲，法國政治家。[385]
- 伊芙琳·巴格切班（Evelyn Baghtcheban），82歲，土耳其-波斯歌劇歌手。[386]
- 曼弗雷德·博克（Manfred Bock），69歲，德國奧運十項全能運動員，心臟病發作。[387]
- Max Barandun，68歲，瑞士奧運短跑運動員。[388]
- 羅傑·霍洛威（Roger Holloway），76歲，英國聖公會牧師。[389]
- 迪克·勒菲（Dick Loepfe），88歲，美式橄欖球運動員（芝加哥紅雀隊）。[390]
- 莫裡斯·盧卡斯（Maurice Lucas），58歲，美國籃球運動員（波特蘭開拓者隊、費尼克斯太陽隊、洛杉磯湖人隊），膀胱癌。[391]
- 約翰·塞爾弗裡奇（John Selfridge），83歲，美國數學家。[392]
- 亞諾斯·西蒙（János Simon），81歲，匈牙利籃球運動員，歐洲籃球錦標賽冠軍（1955年）。[393]
- 泰德·索倫森（Ted Sorensen），82歲，美國律師，白宮法律顧問（1961-1964），中風。[394]
- 阿蒂·威爾遜，90歲，美國棒球運動員（紐約巨人隊，伯明罕黑人男爵隊），阿爾茨海默病。[395]